# Ornatispora frondicola
Ornatispora frondicola är en svampart som beskrevs av K.D. Hyde, Goh, Joanne E. Taylor & J. Fröhl. 1999. Ornatispora frondicola ingår i släktet Ornatispora, klassen Sordariomycetes, divisionen sporsäcksvampar och riket svampar.   Inga underarter finns listade i Catalogue of Life.